# ㅁ계 합용 병서
ㅁ계 합용 병서 (-系合用竝書)는 한글 겹낱자의 조합 원리 중 하나인 합용 병서 중 ㅁ으로 시작하는 겹낱자를 말한다. ᇚ, ᇛ, ㅮ, ퟡ, ㅯ, ᇞ, ㅰ, ᇠ, ᇡ 등이 있으며, 모두 현재 사용되지 않고 있다.